# Avesta (Gemeinde)
Koordinaten: 60° 9′ N, 16° 12′ O

Avesta ist eine Gemeinde (schwedisch kommun) im Osten der schwedischen Provinz Dalarnas län und der historischen Provinz Dalarna. Der Hauptort der Gemeinde ist Avesta.
Avesta grenzt an die Gemeinden Hedemora, Hofors, Sandviken, Norberg und Sala.

## Orte
Diese Orte sind größere Ortschaften (tätorter):
- Avesta
- Fors
- Horndal
- Näs bruk
- Nordanö

## Wirtschaft
Zurückgehend auf die lange Stahlgeschichte besteht seit Januar 2001 das Schmelzwerk AvestaPolarit als Teil des finnischen Werkstoffunternehmens Outokumpu.